# Aedes cavaticus
Aedes cavaticus é um espécie de mosquito do género Aedes, pertencente à família Culicidae.